# Dichiarazione dei principi per la gestione sostenibile delle foreste
La Dichiarazione dei principi per la gestione sostenibile delle foreste o Principi sulle foreste è il nome informale dato al documento "Non-Legally Binding Authoritative Statement of Principles for a Global Consensus on the Management, Conservation and Sustainable Development of All Types of Forests", una dichiarazione approvata durante la Conferenza sull'ambiente di Rio de Janeiro del 1992.
Esso è un documento non vincolante dal punto di vista legale che definisce diverse azioni per la salvaguardia del patrimonio forestale, attraverso uno sfruttamento sostenibile delle risorse forestali.
Durante il Summit della Terra, la negoziazione del documento fu complicata dalle richieste dei Paesi in via di sviluppo appartenenti al G77, che promuovevano un aumento degli aiuti internazionali al fine di conservare le foreste. I Paesi sviluppati resistettero a tali richieste, per cui il documento finale risultò un compromesso tra le due posizioni.